# Charlieho andílci (film, 2019)
Charlieho andílci (v anglickém originále Charlie's Angels) je akční film, režírovaný Elizabeth Banksovou, která napsala i scénář podle námětu Evana Spiliotopoulose a Davida Auburna.
Jedná se o třetí díl filmové série Charlieho andílků, pokračování příběhu, který začal stejnojmenným televizním seriálem autorů Ivana Goffa a Bena Robertse a filmy Charlieho andílci z roku 2000 a Charlieho andílci: Na plný pecky z roku 2003.
Hlavní postavy ztvárnily Kristen Stewartová, Naomi Scott a Ella Balinska. Ve vedlejších rolích jim sekundují Elizabeth Banksová, Djimon Hounsou, Noah Centineo, Sam Claflin a Patrick Stewart.
Americká premiéra proběhla 15. listopadu 2019.